# نيو هيمبستيد (نيويورك)
نيو هيمبستيد (بالإنجليزية: New Hempstead, New York)‏ هي منطقة سكنية تقع في الولايات المتحدة في مقاطعة روكلاند، نيويورك. يقدر عدد سكانها بـ 5,132 نسمة ومساحتها 7.4 كم2 .